# Народный акын Казахской ССР
Народный акын Казахской ССР (каз. Қазақстанның халық ақыны) — почётное звание Казахской ССР, которое присваивалось акынам — казахским поэтам-импровизаторам.

## История
Звание Народного акына Казахской ССР было учреждено в 1948 году. Присваивалось акынам за выдающиеся заслуги в развитии казахской советской поэзии, как письменной, так и устной.
После распада СССР звание стало называться «Народный акын Казахстана». В 1999 году было объявлено о прекращении его присвоения.

## Носители звания
Первым народным акыном Казахской ССР стал Толеу Кобдиков, награждённый в 1954 году. В 1961 году звание получили сразу четыре акына: Кенен Азербаев, Калка Жапсарбаев, Умбеталы Карибаев и Омар Шипин. В 1962 и 1963 годах были награждены Габдиман Игенсартов и Нурхан Ахметбеков соответственно.
В 1980 году после долгого перерыва звание было присуждено Манапу Кокенову, а в 1987 году — Кокену Шакееву. В 1990 году звания впервые удостоены женщины-акыны Аселхан Калыбекова и Асия Беркенова.
Алимкул Жамбылов в 1996 году был удостоен звания под современным названием «Народный акын Казахстана».